# Жінки у християнстві
Ролі жінок у християнстві сьогодні можуть бути суттєво різними , оскільки вони історично відрізнялися з ІІІ століття від Нового завіту  . Особливо це стосується шлюбу та офіційних службових посад у певних християнських конфесіях, церквах та міжцерковних організаціях . 
Багато керівних посад в церкві були неможливі для жінок. У римо-католицькій та православній церквах лише чоловіки можуть бути священиками чи дияконами; тільки чоловіки обіймають керівні посади, такі як папа, патріарх та єпископ . Жінки можуть виступати в якості абатис . Більшість основних протестантських конфесій починають зменшувати обмеження щодо призначення жінок на керівні посади, хоча деякі великі групи, особливо Південно-баптистська конвенція, посилюють свої обмеження у реакції.  Більшість усіх харизматичних та п'ятидесятницьких церков були першопрохідцями у цій справі та прийняли висвячення жінок з моменту заснування. 
Християнські традиції, які офіційно визнають святих осіб виняткової святості життя, перераховують жінок цієї групи. Найвидатнішою є Марія, мати Ісуса, яка поважається в усьому християнстві, особливо в римо-католицизмі та східному православ'ї, де її вважають «Богородицею». 
Апостоли Павло та Петро теж поважали жінок і займали високі посади в церкві, хоча вони були обережні та не змушували нехтувати новозавітним домашнім кодексом, також відомим як Новозавітній домашній кодекс або Хаустафеленом . Апостоли Павло та Петро заохочували християн першого століття підкорятися  Патріа Потестасу (літ. «Правило отців») греко-римського закону .  У Новому Завіті письмові відомості про їх зусилля з цього приводу є у   Colossians 3:18-4:1, Ephesians 5:22-6:9, 1 Peter 2:13-3:7, Titus 2:1-10 та 1 Timothy 2:1ff., 3:1, 3:8, 5:17 та 6:1  Християнство виникло з іудаїзму . Як це можна побачити у Старому Завіті та в греко-римській культурі новозавітних часів, патріархальні товариства вважали чоловіків головними у шлюбі, суспільстві та уряді. Серед 12 апостолів Ісуса Христа,в Новому Завіті ,не було ні однієї жінки . Проте жінки були першими, хто виявив Воскресіння Христове . 
Таким чином, 27 книг Нового Завіту не містять концепцій для такого висвячення чи розрізнення. Згодом церква ввела чернечу службу, яка включала в себе інститут монастиря, завдяки якому жінки отримували релігійні ордени сестер і монахинь, важливе служіння жінки, яке продовжується і донині у створенні шкіл, лікарень, будинків для людей похилого віку та монастирських поселень. 